# Idelberto (cardinal, 1179)
Idelberto (mort vers 1182) est un cardinal  du XIIe siècle. 
Le pape Alexandre III le crée cardinal lors du consistoire de mars 1179. Il ne participe pas à l'élection de Lucius III en 1181.